# Saint-André-de-la-Roche
 Saint-André-de-la-Roche  es una población y comuna francesa, en la región de Provenza-Alpes-Costa Azul, departamento de Alpes Marítimos, en el distrito de Niza y cantón de Nice-13.

## Demografía
| 1821 | 2006 | 4397 | 4264 | 4151 | 4122 |
| Para los censos de 1962 a 1999 la población legal corresponde a la población sin duplicidades (Fuente: INSEE [Consultar]) |      |      |      |      |      |